# 泽里克·布尔基奇
泽里克·布尔基奇（1986年7月9日—），是一名塞尔维亚足球运动员，现效力于希臘足球超級聯賽球队PAOK。

## 俱乐部生涯
布尔基奇在2004年进入塞尔维亚球队伏伊伏丁那一线队，2005年被租借到家乡的低级别球队诺威萨普罗莱特锻炼。2007年，他回到伏伊伏丁那，并很快成为球队的一号门将，并担任球队队长。
2011年夏季，布尔基奇转会加盟意大利足球甲级联赛球队乌迪内斯。但由于乌迪内斯已经用完非欧盟球员名额，而且球队主力门将被汉达诺维奇稳稳占据，最后和他签约的是另一支意甲球队錫耶納。他将在乌迪内斯拥有非欧盟名额时回归乌迪内斯，而錫耶納则支付给乌迪内斯2万欧元。2011年9月11日，他在锡耶纳0比0战平卡塔尼亚的比赛上演意甲首秀，力保球门不失。由于他在意甲联赛的精彩表现，2011年10月份，有报道称英超球队托特纳姆热刺有意签入他。2011年12月，布尔基奇由于左腿腓骨骨折接受手术。2012年1月，乌迪内斯正式宣布签回布尔基奇，并再将他租借到錫耶納直至赛季结束。2012年4月22日，他伤愈复出，在和1比1战平博洛尼亚的比赛出场，但在比赛中不慎将迪亚曼蒂的任意球碰进自己大门。
2012年夏季，布尔基奇回归乌迪内斯。由于汉达诺维奇已离队加盟国际米兰，布尔基奇成为乌迪内斯的一号门将。他在欧冠联赛附加赛和葡萄牙球队布拉加的比赛首发出场，首次代表乌迪内斯亮相。不过乌迪内斯两回合和布拉加总比分战平，最终在点球决胜落败，只能参加欧罗巴联赛。2012年1月中，布尔基奇因右手食指骨折而伤停一个半月。他在2012/13赛季总共为乌迪内斯出场37次，其中联赛出场31次。
2013年7月，布尔基奇在季前集训时肩膀重伤，伤停4个月。他在10月底2比1击败薩斯索羅回归，并表现出色，入选当轮联赛最佳阵容。他从伊万·凯拉瓦手中夺回主力门将的位置。2013年12月1日，他在和尤文图斯的比赛中受到尤文图斯临时召集来填充被关闭看台的小球迷的辱骂，导致尤文图斯俱乐部最终被罚款5000欧元。2014年1月底，他再次遭遇受伤，主力位置被球队青年门将西蒙尼·斯库菲特夺走。

## 国家队生涯
布尔基奇曾代表塞尔维亚U21国家队参加2009年歐洲U-21足球錦標賽。
2010年3月3日，他在塞尔维亚3比0击败阿尔及利亚的友谊赛第81分钟替补斯托伊科维奇出场，上演成年国家队首秀。虽然他入选塞尔维亚参加2010年世界杯足球赛的24人名单，但被主教练安蒂奇剔除出最终的23人名单。